# Паапе, Юрген
Юрген Паапе (нем. Jürgen Paape) — немецкий диджей и продюсер электронной музыки. Соучредитель и совладелец известного музыкального лейбла Kompakt. Также является основателем лейбла Lifeline Records.
Вместе с Вольфгангом Фойгтом, его братом Рейнхардом Фойгтом и Йоргом Бургером 1 марта 1993 года Паапе основал в Кёльне музыкальный магазин под названием Delirium, который позже был переименован в Kompakt, из которого возник лейбл Kompakt.

## Дискография

### Альбомы
- «Reval» (12") 1997
- «Triumph» (12") 1998
- «Glanz» (12") 1999
- «Belleville» (10") 2000
- «So Weit Wie Noch Nie» 2002
- «Nord Nord-West» (12") 2007
- «Speicher 45» (12") 2007
- «Speicher 47» (12") 2007
- «Take That» (12") 2007
- «We love» (12") 2007

### Ремиксы
- Wolfgang Voigt — Stomp (1997)
- Dom — Fackeln Im Sturm (1998)
- Zimt (2) — U.O.A.A. (1998)
- The Modernist — Dali Bop Horizon (1998)
- Zimt (2) — U.O.A.A. Shake It ! (1998)
- Trinkwasser — Extraleben (1999)
- The Modernist — Global Entertainment (1999)
- Stella — O.K., Tomorrow I’ll Be Perfect (1999)
- Kron — Silikron (1999)
- Sam Taylor-Wood & Pet Shop Boys — I’m In Love With A German Film Star (2008)